# 葡裔安哥拉人
葡裔安哥拉人，是指生活在安哥拉而祖先是葡萄牙人的居民。

## 歷史
在1482年，葡萄牙人迪奥戈·康駕駛帆船抵達剛果。其他探險緊隨其後，歐非兩洲很快建立了密切的關係。葡萄牙人帶來了槍支和其他許多技術進步，以及一個新的宗教（基督教）;作為回報，剛果國王提供充沛的奴隸，象牙和礦物質。
安哥拉的葡萄牙殖民地成立於1575年，保羅·迪亞士·德·諾發伊斯和400個士兵，100個殖民者抵達當地。羅安達在1605年授予城市地位，一些葡萄牙定居者的和本地黑人結婚導致產生穆拉托人。安哥拉在19世紀正式成為葡萄牙帝國一個省。
1960年，安哥拉曾有172000葡萄牙殖民者，他們大多數來自葡萄牙的農村，來到安哥拉從事商業。在1974年安哥拉獨立後絕大多數白人離開，在1975年他們大多去了葡萄牙，在那裡他們被稱為retornados，而另一些人搬到鄰國納米比亞，南非或巴西或美國。據估計，在1975年和1976年約250000葡萄人離開該國，只有30,000人到40,000人留在安哥拉。
安哥拉於1991年放棄社會主義後開始經濟繁榮，許多葡裔安哥拉人返回，截至2008年，安哥拉是葡萄牙人移民非洲的首選目的地。在2011年居留在安哥拉的葡萄牙人有120000人，在2013年增至200000人。

## 語言與宗教
葡裔安哥拉人的母語是葡萄牙語，葡萄牙語也是今天安哥拉的官方語言和通用語，他們同時或多或少掌握一虐班圖語言。許多受過良好教育的葡裔安哥拉人也學習英文和法文，自獨立以來，白人以及受過教育的黑人通常也學習英語，絕大多數葡裔安哥拉人也是基督徒，大部分是羅馬天主教徒，雖然很多人不從事宗教活動。他們中的極少數是猶太人，為逃避葡萄牙國內宗教裁判所而移民安哥拉。